# Schizophonik
Schizophonik je peti in zadnji studijski album slovenske glasbene skupine Miladojka Youneed, izdan leta 1998 pri založbi Dallas Records. Na pesmih »Turning Lathe«, »Goddesses« in »Underground« je skupina uporabila bobnarske loope angleškega bobarja Neila Contija, ki je sodeloval med drugimi tudi z Davidom Bowiejem v 1980-ih letih.

## Seznam pesmi
Vse pesmi je napisala skupina Miladojka Youneed, razen, kjer je posebej označeno. Vsa besedila je napisal Miroslav Lovrič.
| Št.             | Naslov                                          | Dolžina |
| --------------- | ----------------------------------------------- | ------- |
| 1.              | „Turning Lathe‟                                 | 4:05    |
| 2.              | „I'm a Faire‟                                   | 5:00    |
| 3.              | „Do You Love‟                                   | 4:02    |
| 4.              | „Goddesses‟                                     | 5:25    |
| 5.              | „Expect‟                                        | 5:12    |
| 6.              | „Blues My Way‟ (Boris Romih, Miladojka Youneed) | 3:58    |
| 7.              | „Goodmorning‟                                   | 4:25    |
| 8.              | „Disco Boy‟                                     | 3:15    |
| 9.              | „Eternity‟                                      | 4:23    |
| 10.             | „Underground‟                                   | 4:41    |
| Skupna dolžina: | Skupna dolžina:                                 | 44:26   |

## Zasedba

### Miladojka Youneed
- Miroslav Lovrič — vokal, bas kitara
- Mario Marolt — tenor saksofon, spremljevalni vokali, programiranje
- Jožef Sečnik — bas kitara
- Roman Ratej — bobni
- Nenad Krsmanovič (kot "N.K. 1400") — kitara, spremljevalni vokali

### Ostali
- Boris Romih — kitara (6)
- Miran Klenovšek — oblikovanje